# Lukács István (labdarúgó)
István Lukács, francia nevén Étienne Lukacs, (1912. október 14. – 1960) magyar labdarúgó csatár, 1934-ben 28 találatával a francia bajnokság gólkirálya volt.

## Sikerei, díjai
FC Sète
- Francia bajnok (1): 1934